# Черепнин, Иван
Иван Черепнин (5 февраля 1943, Исси-ле-Мулино, Сена — 11 апреля 1998, Бостон) — американский композитор модернист и постмодернист. Сын композитора Александра Николаевича Черепнина, внук композитора Николая Николаевича Черепнина, брат композитора Сергея Черепнина.

## Биография
Родился в семье композитора Александра Черепнина и пианистки китайского происхождения Сянь Мин, урождённой Ли. Учился у Леона Киршнера, Карлхайнца Штокхаузена, Анри Пуссёра и Пьера Булеза. В 1964 получил степень бакалавра, а в 1969 году степень магистра в Гарвардском университете, где основным педагогом Черепнина был Леон Киршнер. Однако авторитет Ивана Черепнина в электронной музыке был столь бесспорен, что Киршнер пользовался его консультациями при постановке своей оперы «Лили». После окончания консерватории Сан-Франциско и Стенфордского университета, в 1972 году стал директором студии электронной музыки в Гарвардском университете. Экспериментировал с сочетаниями электронного звука с традиционными инструментами, например, с гуслями и персидским сантуром. В музыке отдавал предпочтение сочетанию звукового коллажа и минимализма. Испытывал влияние Дж. Кейджа, который был его другом.
Умер от рака.
Два сына Ивана Черепнина — Стефан (род. 1977) и Сергей — также стали композиторами.